# Ioimbina
A ioimbina é um fármaco do tipo bloqueador alfa-adrenérgico, de modo que é antagonista seletivo dos receptores alfa-2 adrenérgicos. É utilizado como estimulante sexual na impotência masculina, apesar de falta de comprovações científicas. Melhora o fluxo sanguíneo da região sexual dos homens. A ioimbina produz uma gama de efeitos colaterais de ordem psíquica e alterações da pressão arterial. Quimicamente, é um alcaloide. Pode ser encontrada na planta da espécie Pausinystalia johimbe, conhecida em português como pau-de-cabinda. Também ocorre de forma natural na espécie Rauwolfia serpentina, juntamente com outros alcaloides activos. A ioimbina tem sido utilizada como suplemento dietético de venda directa sob a forma de extracto herbal e também como um medicamento sob prescrição médica na sua forma pura, para o tratamento da disfunção sexual.

## História
Foi descoberto na Alemanha em 1896 por Spiegel e é derivada da planta da espécie Pausinystalia johimbe. Inicialmente os testes com a substância produziram ereções em pacientes de um sanatório de idosos. Na década de 1950 conseguiu-se sua síntese. Nos anos 1980 a substância foi testada em roedores e notou-se a produção de 50 ereções por hora. No entanto, só era eficaz em impotências psicológicas.

## Indicações

### Sexuais
O NIH afirma que o cloridrato de ioimbina é a forma padrão da ioimbina que está disponível como medicamento de prescrição médica, no Estados Unidos da América. Também afirma que se mostrou eficaz em estudos envolvendo humanos, ser eficaz para o tratamento da impotência masculina.
Estudos controlados sugerem que nem sempre é um tratamento eficiente para a impotência, e a evidência relativa ao aumento da libido é muito baixa.
A ioimbina mostrou-se eficaz na reversão da exaustão sexual em ratos do sexo masculino. Também foi mostrado que a ioimbina aumenta o volume de sémen ejaculado em cães, como efeito a durar pelo menos cinco horas após a administração. Foi mostrado que a ioimbina é eficaz no tratamento da disfunção orgásmica em homens.

### Outros usos
A ioimbina tem sido utilizada para o tratamento de efeitos colaterais de natureza sexual, causados por alguns tipos de antidepressivos, para a disfunção sexual feminina, como agente causador do aumento da pressão sanguínea, para a xerostomia e como sonda da actividade noradrenérgica.
A adição de ioimbina a fluoxetina e venlafaxina também se mostrou potenciar a acção antidepressiva de ambos os agentes.
A ioimbina tem sido utilizada como agente que facilita a recordação de memórias traumáticas, no tratamento do transtorno de estresse pós-traumático. O uso de ioimbina para mecanismos terapêuticos pode não ser apropriada para pessoas que sofram deste transtorno.
De acordo com uma estudo, o uso de ioimbina por via oral como suplemento, pode levar a uma perda de peso substancial em atletas. Algumas lojas na internet vendem caras formulações de ioimbina para uso transdérmico com vista a uma diminuição localizada de tecido adiposo, apesar de não haver evidência experimental de que é efectiva para tal.
Em medicina veterinária, a ioimbina é utilizada para reverter anestesias por via da droga xilazina, em pequenos e grandes animais.

## Farmacologia
A ioimbina tem elevada afinidade para o receptor adrenérgico alfa 2; moderada afinidade para o receptor adrenérgico alfa 1 e para os receptores 5-HT1A, 5-HT1B, 5-HT1D, 5-HT1F, 5-HT2B e D2; e uma afinidade baixa para os receptores 5-HT1E, 5-HT2A, 5-HT5A, 5-HT7 e D3. Actua como antagonista nos α1-adrenérgicos, α2-adrenérgicos, 5-HT1B, 5-HT1D, 5-HT2A, 5-HT2B e D2, e como agonista parcial nos 5-HT1A. As suas actividades intrínsecas noutros locais listados não são claras ou são desconhecidas, mas provavelmente mais do tipo antagonista.

## Produção
A ioimbina é o principal alcaloide encontrado na casca do pau-de-cabinda, da família Rubiaceae. Existem outros 31 alcaloides derivados encontrados nessa mesma planta. Na África, a planta tem sido tradicionalmente usada como o afrodisíaco. De notar que os termos ioimbina, cloridrato de ioimbina e extrato de casca de ioimbina são relacionados mas não são sinónimos.
Os níveis de ioimbina que estão presentes no extracto da casca são variáveis e muitas vezes muito baixos. Portanto, apesar de a casca de ioimbina ser utilizado tradicionalmente para reduzir a disfunção eréctil masculina, não existe suficiente evidência científica para tomar uma conclusão definitiva sobre esta matéria.

## Efeitos adversos
A ioimbina tem significantes efeitos colaterais. Um exemplo é o desencadear de reacções de ansiedade. Existem evidências de que a substância pode ser perigosa quando tomada em quantidades excessivas.
Doses mais elevadas de ioimbina tomada por via oral criam numerosos efeitos adversos como a aceleração do ritmo cardíaco, o aumento da pressão sanguínea, sobrestimulação, insónias e ou estados de sono. Alguns efeitos em casos raros incluem ataques de pânico, alucinações, dores de cabeça e tonturas.
Efeitos adversos mais sérios podem incluir convulsões e insuficiência renal. A ioimbina não deve ser consumida por pessoas que tenham doenças do fígado, rim, coração ou tenham disturbios psicológicos. Isto pode também levar à precipitação de reacções de pânico.